# Erich Köhler

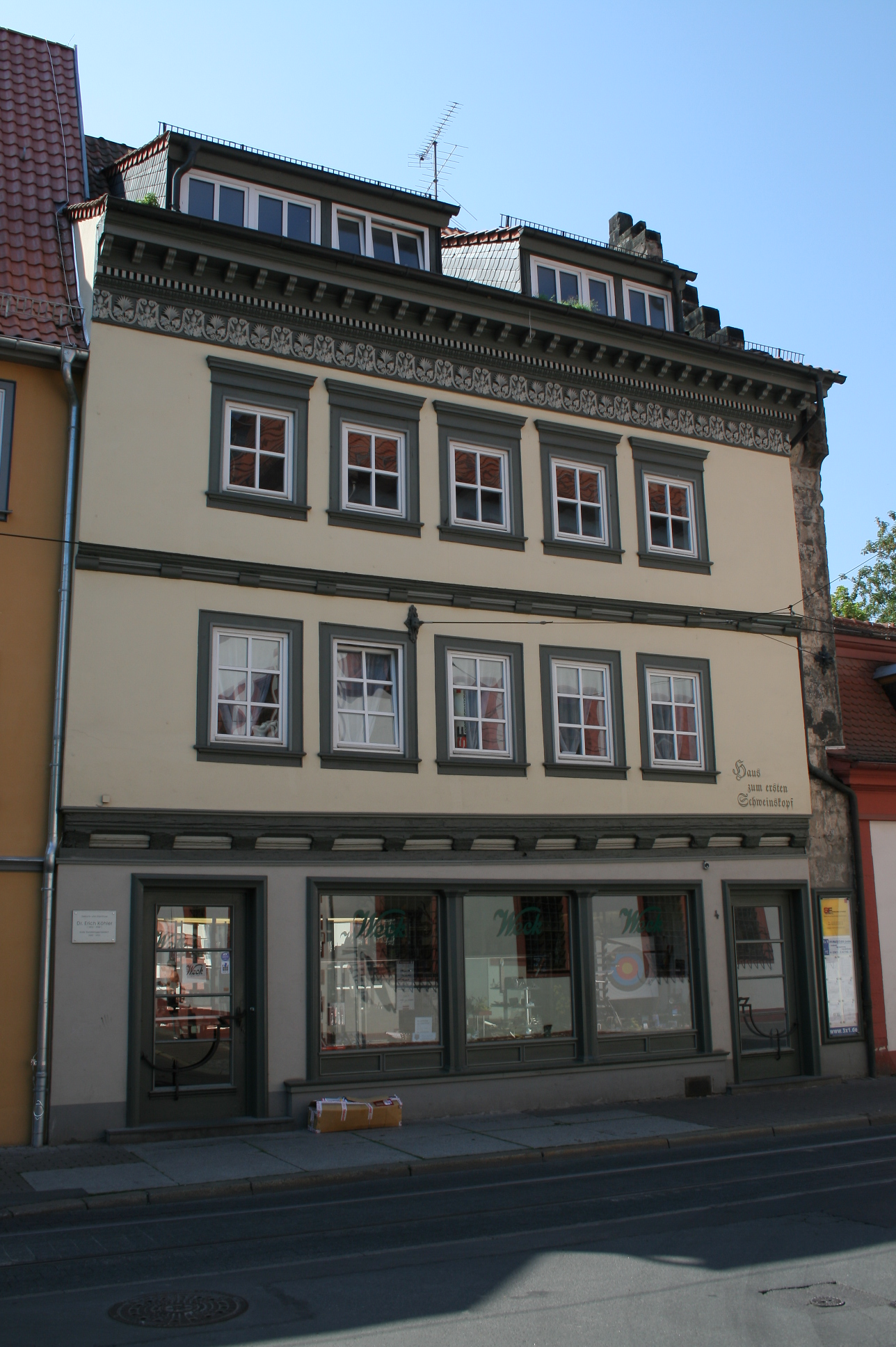
Geboortehuis van Köhler te Erfurt

Erich Köhler (Erfurt, 27 juni 1892 – Wiesbaden, 23 oktober 1958) was een Duits politicus (CDU). Hij was president van de eerste Bondsdag, van 1949 tot 1950.

## Leven
Erich Köhler promoveerde 1919, nadat hij zijn studies wegens krijgsdienst tijdens de Eerste Wereldoorlog had moeten onderbreken, in Politieke en Economische wetenschappen aan de universiteit van Kiel. Hij maakte carrière binnen het werkgeversverband van Kiel. Gedurende de nazitijd moest hij, wegens zijn huwelijk met een Joodse vrouw, zijn positie als zaakvoerder van het verband opgeven. In 1945 ontsnapte hij, wegens een zware ziekte, ternauwernood aan de overbrenging naar een concentratiekamp.
Na het einde van de Tweede Wereldoorlog werd hij, in juni 1945, hoofdzaakvoerder van de Industrie- und Handelskammer van Wiesbaden.
Erich Köhler stierf na lange ziekte, 66 jaar oud, op 23 oktober 1958 in Wiesbaden.

## Politiek
In de Weimarrepubliek was Erich Köhler tot 1933 lid van de Deutsche Volkspartei (DVP) en maakte hij deel uit van het nationaal bestuur.
In september 1945 legde hij de grondsteen van de CDU in Wiesbaden. Hij was medeoprichter van de CDU in Hessen, en werd er tot plaatsvervangend voorzitter gekozen. Hij maakte deel uit van de grondwetgevende vergadering van het land (latere deelstaat) Hessen, en werd 1946 in de eerste landdag verkozen. In de landdag werd hij fractievoorzitter.
Van 1947 tot 1949 was hij voorzitter van de Bizone-economische raad in Frankfurt.

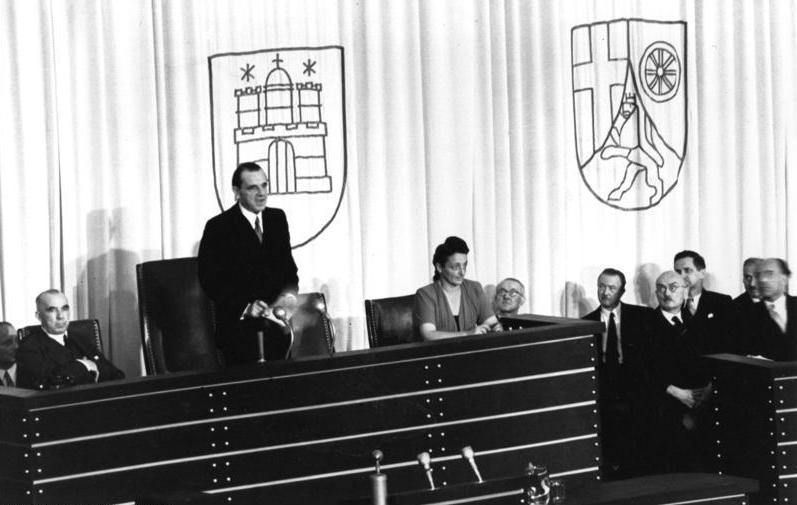
Köhler spreekt als eerste president van de Bondsdag

Erich Köhler wordt als afgevaardigde van het kiesdistrict Wiesbaden rechtstreeks in de eerste bondsdag verkozen (directmandaat). Tijdens de constituerende zitting op 7 september 1949 wordt hij met 346 van de 402 stemmen als eerste president van de Bondsdag verkozen. Uit zijn aanvaardingstoespraak blijft de zinsnede "Wir wollen dienen den Armen und Bedürftigen, wir sollen die Selbstsüchtigen in Schranken halten und wir wollen den Schwachen vor dem Starken schützen" (Nederlands: Wij willen de armen en behoeftigen dienen, wij moeten de zelfzuchtigen binnen de perken houden en wij willen de zwakken voor de sterken beschutten) bekend.
Köhler kreeg vlug te kampen met kritiek op zijn ambtsvoering (het kwam zelfs tot een vertrouwensstemming) en met een verslechterende gezondheidstoestand. Nadat het duidelijk werd dat hij ook de ondersteuning van de eigen fractie verloren had trad het Köhler op 18 oktober 1950 van zijn ambt terug. Hij werd opgevolgd door Hermann Ehlers.
Erich Köhler bleef wel lid van het parlement en werd in 1951-1952 nog ondervoorzitter van een parlementaire onderzoekscommissie die de benoemingspolitiek in het ministerie van buitenlandse zaken op misbruik onderzocht.
In 1953 werd Erich Köhler opnieuw in de (tweede) Bondsdag verkozen, dit keer in het kiesdistrict Obertaunus. Zijn mandaat werd echter overschaduwd door zijn zware ziekte, zodat politiek werk bijna niet meer mogelijk was. Hij stelde zich niet meer kandidaat voor de verkiezingen van de derde Bondsdag in 1957.
- Gemeinsame Normdatei: 129496901
- International Standard Name Identifier: 0000 0001 1005 5855
- Nederlandse Thesaurus van Auteursnamen: 074236792
- Virtual International Authority File: 112650150
- WorldCat: E39PBJyrY44Gbwf7CjyBYqwHmd